# Edme Mariotte
Pour les articles homonymes, voir Mariotte.
L’abbé Edme Mariotte est un physicien et un botaniste français, né vers 1620 à Dijon et mort le 12 mai 1684 à Paris.

## Biographie

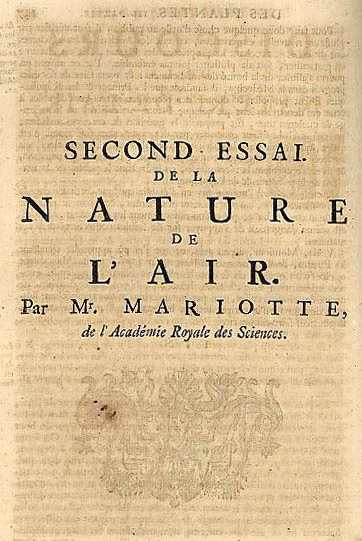
Discours de la nature de l'air (1676)

Après avoir été ordonné prêtre, il obtient la cure de Saint-Martin-sous-Beaune près de Dijon. Mariotte est surtout connu pour ses travaux sur la reconnaissance, en 1676, de la loi de comportement élastique des gaz formulée par Robert Boyle. En 1660, il découvre la tache aveugle de l’œil.
Il est membre de la première Académie des sciences de Paris en 1666. Le premier volume de l’Histoire et mémoires de l'Académie (1733) contient plusieurs articles de Mariotte sur les sujets les plus divers comme le mouvement des fluides, la nature de la couleur, les notes de la trompette, le baromètre, la chute des corps, la glace, etc.
Il travaille à l'Académie des Sciences au Mémoires pour servir à l'histoire des plantes, 1676 supervisé par Denis Dodart.
Ses Essais de physique, au nombre de quatre, qui commencent à paraître à Paris entre 1676 et 1679, comptent parmi ses travaux les plus importants. Il faut également citer le Traité de la percussion des corps, dans le premier volume des Œuvres de Mariotte (deux volumes, Leyde, 1717). Le second de cet essai (De la nature de l'air) contient l’observation que le volume des gaz varie inversement à la pression, fait qui avait été découvert en 1660 par Robert Boyle. Le quatrième essai traite de la nature de la couleur.
Il est l’un des premiers à étudier scientifiquement le fonctionnement des végétaux. Il fait paraître sous le titre des Essais sur la végétation des plantes. Il s’intéresse à la circulation de la sève et affirme qu’il n’y a pas d’âme dans les végétaux. Ses observations sont très justes pour l’époque. Il affirme ainsi que ce sont des particules présentes dans l’air qui provoquent l’apparition de la végétation sur les étangs asséchés. Il montre aussi que si une plante est toxique, ce n’est pas parce qu’elle croît sur un sol différent de celui d'une plante non toxique, mais qu’elle en exploite les matières d’une façon différente.

## Œuvres

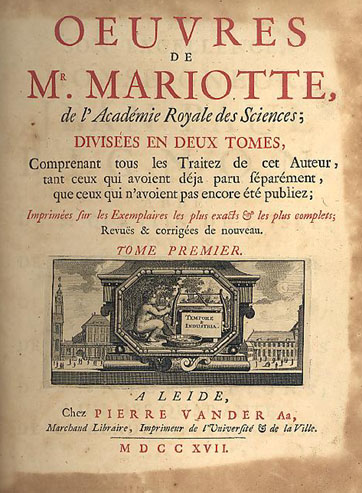
Œuvres de M. Mariotte (1717)

- Nouvelle découverte touchant la vue (1668)
- Traité du nivellement, avec la description de quelques niveaux nouvellement inventez (1672) (lire en ligne)
- Traité de la percussion ou choc des corps, dans lequel les principales règles du mouvement, contraires à celles que Mr. Descartes et quelques autres modernes ont voulu établir, sont démontrées par leurs véritables causes (1673) (lire en ligne)
- Lettres écrites par MM. Mariotte, Pecquet, et Perrault, sur le sujet "d'une nouvelle découverte touchant la veüe faite par M. Mariotte" (1676)
- Essai de logique, contenant les principes des sciences et la manière de s'en servir pour faire de bons raisonnemens attribué à Roberval (1678). Texte en ligne Réédition sous le titre : Essai de logique. Suivi de : Les principes du devoir et des connaissances humaines, Fayard, Paris, 1992.
- Essais de physique, ou Mémoires pour servir à la science des choses naturelles (1679-1681)
- Premier essai : De la végétation des plantes, chez Estienne Michallet, Paris, 1679 (lire en ligne) ;
- Second essai : De la nature de l'air, Paris, 1679 ;
- Troisième essai : Du chaud et du froid, Paris, 1679 ;
- Quatrième essai : De la nature des couleurs, chez Estienne Michallet, Paris, 1681 (lire en ligne)

Éditions posthumes
- Traité du mouvement des eaux et des autres corps fluides, divisé en V parties, par feu M. Mariotte, mis en lumière par les soins de M. de La Hire (1686) Texte en ligne
- Œuvres de Mariotte (2 volumes, 1717). Réédition : J. Peyroux, Bordeaux, 2001. Texte en ligne, tome 1, tome 2
- Discours de la nature de l'air, de la végétation des plantes. Nouvelle découverte touchant la vue, Gauthier-Villars, Paris, 1923.
- Règles pour les jets d'eau, de la dépense de l'eau qui se fait pour différens ajustages, selon les diverses élévations des réservoirs, dans Divers ouvrages de mathématiques et de physique , par Messieurs de l'Académie royale des sciences, Imprimerie royale, Paris, 1693, p. 508-516 (lire en ligne)

## Hommage

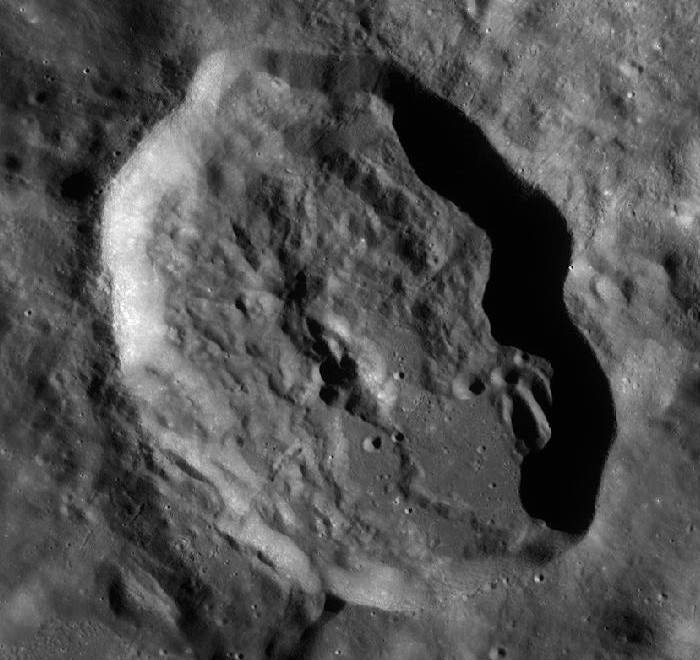
Le cratère Mariotte, situé sur la face cachée de la Lune.

En 1908, le glacier Mariotte dans les îles Kerguelen prend son nom.
En 1970, un cratère de la Lune, large de plus de 70km prend à son tour le nom du physicien. 
De nombreuses rues en France portent également son nom à Paris, Dijon, Lens, Nantes, Perpignan, Carcassonne, etc.